# Wiesław Żyznowski
Wiesław Żyznowski (ur. 30 maja 1964 w Krakowie) – polski przedsiębiorca i wydawca, działacz na rzecz lokalnej kultury. Główny założyciel Grupy Mercator Medical, jednego ze światowych graczy na rynku rękawic medycznych. Właściciel Wydawnictwa Żyznowski. Naukowo specjalizuje się w filozofii przedsiębiorczości. Od stycznia 2024 roku Konsul Honorowy Tajlandii w Krakowie (działaniami obejmuje obszar województwa małopolskiego, śląskiego, opolskiego i dolnośląskiego).

## Życiorys
Ukończył studia na Wydziale Zarządzania Akademii Ekonomicznej oraz Wydziale Filozoficznym Uniwersytetu Jagiellońskiego w Krakowie, gdzie uzyskał stopień doktora filozofii. Tytuł jego rozprawy doktorskiej to „Człowiek zysku w filozofii i kulturze starożytnej Grecji”.
Na początku lat 90. z bratem Piotrem Żyznowskim założył firmę Mercator, która przekształciła się w kilka innych spółek. Jedną z nich jest spółka Mercator Medical S.A., założona w 1996 roku, a od 2013 roku notowana na Giełdzie Papierów Wartościowych w Warszawie.
Firma Mercator Medical S.A. otrzymała liczne nagrody i wyróżnienia za rozwój oraz międzynarodowy charakter ekspansji. Kontroluje spółki, które posiadają zakłady produkcyjne w Tajlandii i działają w różnych krajach, sprzedając jednorazowe wyroby medyczne, głównie rękawice medyczne. Był prezesem zarządu spółki od 2010 roku do 29 maja 2024 roku.
Został finalistą 16. edycji konkursu EY Przedsiębiorca Roku.

## Działalność Mercator Medical w czasach COVID-19
Pierwsze miesiące pandemii COVID-19 to czas dynamicznego wzrostu kursu akcji firmy na Giełdzie Papierów Wartościowych; wówczas Mercator Medical trafił do WIG20. Żyznowski znalazł się na 18. miejscu listy najbogatszych Polaków magazynu „Forbes” z majątkiem wycenianym na 2,3 mld zł. Jak pisał Forbes Polska, 87-krotny wzrost wartości aktywów zapewnił Mercatorowi tytuł najbardziej spektakularnego debiutanta rankingu „50 Największych Polskich Prywatnych Inwestorów Za Granicą”.
Firma była opisywana m.in. na łamach amerykańskiego „Forbesa”. Giacomo Tognini opisywał działalność Żyznowskiego w artykule „Billionaires Making ‘Boatloads Of Money’ From Once-Cheap Medical Gloves”, zestawiając go ze światowymi potentatami na rynku rękawic.
W 2022 roku przychody Mercatora powróciły do poziomu przedpandemicznego, wynosząc 542,5 mln zł (wobec ponad 1,7 mld zł w 2021 roku).

## Działalność w Sierczy
Jest właścicielem budynku stacji paliw w Sierczy. W 2010 roku Województwo Małopolskie przyznało za tę inwestycję Nagrodę im. Witkiewicza w kategorii budynków użyteczności publicznej.
Filip Springer w „Księdze zachwytów” opisuje realizację jako „metamorfozę całkowitą”. Wedle pisarza, projektując stację benzynową, nie zrezygnowano „z dbałości o jej formę i wpisanie obiektu w okolicę”.
W 2004 roku założył Wydawnictwo Żyznowski, które specjalizuje się w tematyce regionalnej. Nagrodzono je Perłą Powiatu Wielickiego oraz Nagrodą Kulturalną Burmistrza Miasta i Gminy Wieliczka.
Nakładem wydawnictwa ukazało się kilkanaście publikacji. Jego cyfrowe archiwum zawiera kilkadziesiąt tysięcy archiwalnych zdjęć.

## Działalność społeczna
Jest członkiem Stowarzyszenia Żydowskiego Instytutu Historycznego oraz Stowarzyszenia „Klub Przyjaciół Wieliczki”.

## Publikacje książkowe
- 2006: Brzegi i Grabie pod Niepołomicami. Historia, zwyczaje, pisarstwo, dzieje jednej rodziny. ISBN 83-922716-1-0.
- 2009: Wieliczanie na opisanych fotografiach. ISBN 978-83-050354-0-1.
- 2010: Olchowiec w niskim Beskidzie (wspólnie z Urszulą Żyznowską). ISBN 978-83-922716-4-2.
- 2017: Siercza, dach Wieliczki 2. Wydanie zmienione i rozszerzone (wspólnie z J. Piotrowiczem i B. Krasnowolskim). ISBN 978-83-922716-7-3.

## Inne wybrane publikacje
- 2011: „O przedsiębiorcach. Na podstawie tekstów Veblena i Sombarta”. „Diametros” nr 30.
- 2012: „Jak efektywnie współpracować z azjatyckimi firmami”. „Harvard Business Review Polska” nr 108.
- 2013: „Czy rynek jest podmiotem?”. „Pressje” teka 32/33.
- 2015: „Olchowiec wszechświatem Mikołaja Moriaka”. „Magury’14”.
- 2021: „Dywagując o przysłowiach, powiedzeniach i powiedzonkach od Bawolaka”. [w:] Łemkowskie przysłowia i powiedzenia ze Świątkowej Wielkiej i okolic. ISBN 978-83-950354-1-8.
- 2022: „Chińska wojna biznesowa polega na wprowadzaniu w błąd”. [w:] Radosław Pyffel, Biznes w Chinach. ISBN 978-83-8231-144-0.
- 2023: „O chyżach przemieszczonych z Koniecznej, Zdyni i Gładyszowa do Olchowca”. „Magury’23”.

## Źródła internetowe
- Blog autorski
- Eseje
- Zapiski z podróży

## Życie prywatne
Jest synem Heleny i Zbigniewa Żyznowskich. Dwukrotnie żonaty. Z pierwszego małżeństwa z Elżbietą ma córkę Monikę, która w maju 2024 roku objęła po nim stanowisko prezesa Mercator Medical S.A.
Z małżeństwa z Urszulą (z wykształcenia aktorka) ma dwoje dzieci: Tomasza (urodzonego w 2001 roku, studenta) i Miłosza (urodzonego w 2005 roku, studenta, zdobywcę tytułów: Mistrz Polski 2023, Mistrz Europy Juniorów 2022, Wicemistrz Europy Seniorów 2024 w trialu motocyklowym).